# بیمارستان آلبین
بیمارستان آلبین (به انگلیسی: Albyn Hospital) بیمارستانی خصوصی در شهر ابردین اسکاتلند است  و دارای ۳۰ تخت است.